# Gemeinde Sveta Ana

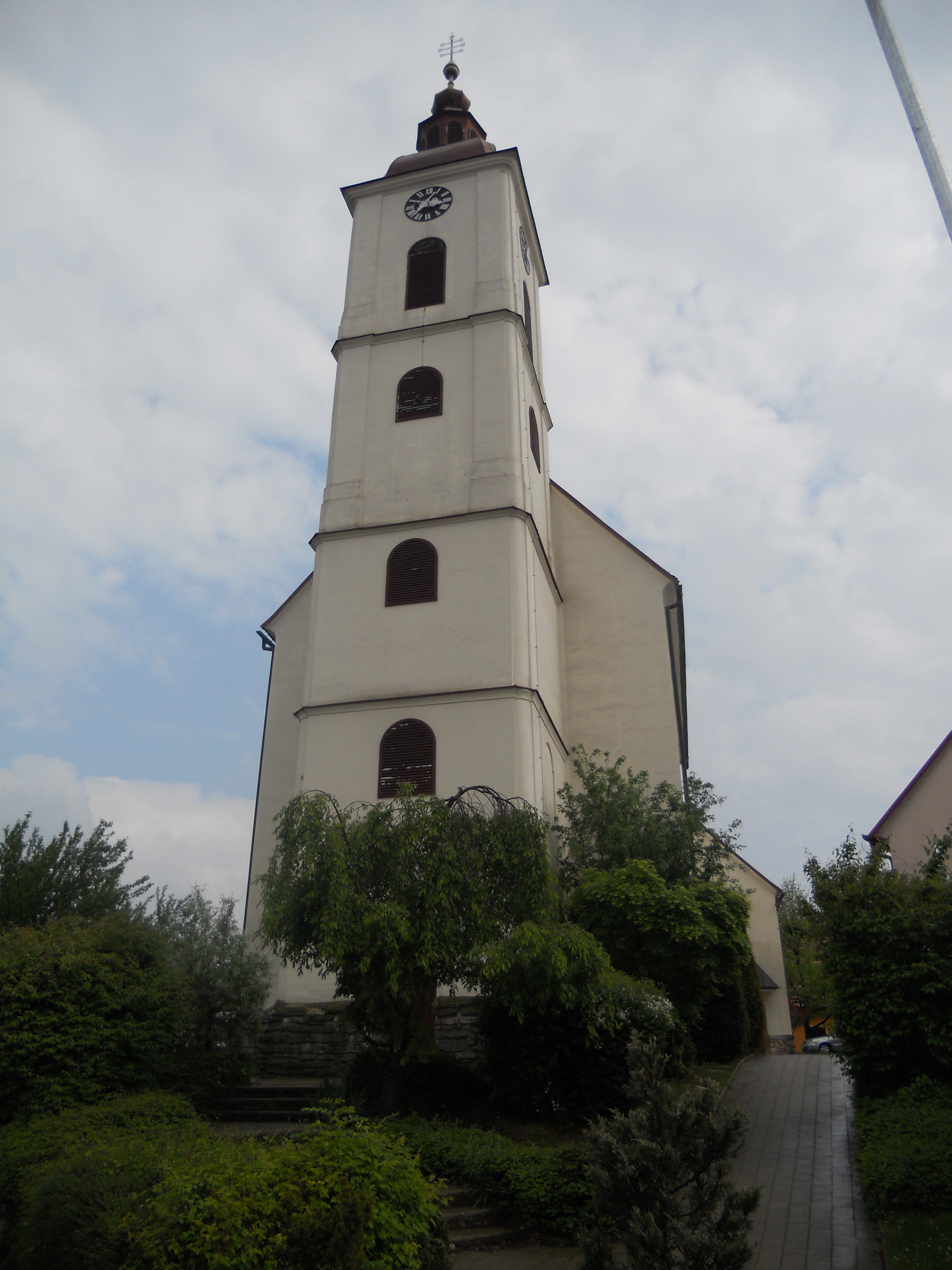
Pfarrkirche

Sveta Ana (deutsch: Sankt Anna) ist der Namen einer Gemeinde und der namensgebenden Ortschaft im Nordosten Sloweniens. Sie liegt in der historischen Landschaft Spodnja Štajerska (Untersteiermark) und in der statistischen Region Podravska.

## Geographie

### Lage
Sveta Ana liegt zur Gänze in den Slovenske gorice (Windische Bühel) auf etwa 350 m. ü. A. Das Gemeindegebiet wird von West nach Ost vom Fluss Ščavnica (Stainz) durchflossen, im Süden reicht es bis an das Tal der Velka (Velkabach) heran.
Das Dorf liegt etwa 18 km nordöstlich von Maribor.

### Gemeindegliederung
Die Gemeinde umfasst zwölf Ortschaften. Die deutschen Exonyme in den Klammern stammen aus der Mitte des 19. Jahrhunderts und werden heutzutage nicht mehr verwendet. (Einwohnerzahlen Stand 1. Januar 2017):
- Dražen Vrh (Trassenberg), 164
- Froleh (Frolach), 137
- Kremberk (Kremberg), 244
- Krivi Vrh (Kriechenberg), 138
- Ledinek (Ledinegg), 232
- Lokavec (Lugatz), 190
- Rožengrunt (Rosengrund), 169
- Sveta Ana v Slovenskih goricah (Sankt Anna), 159
- Zgornja Bačkova (Watschkoberg), 44
- Zgornja Ročica (Oberrothschützen), 57
- Zgornja Ščavnica (Stainzthal), 515
- Žice (Schützen),  260

### Nachbargemeinden
| Šentilj                          |                                             | Apače          |
|                                  | Kompassrose, die auf Nachbargemeinden zeigt | Gornja Radgona |
| Sveti Jurij v Slovenskih goricah | Lenart                                      | Benedikt       |

## Sehenswürdigkeiten
Sehenswert ist die Kirche zu Sveta Ana, die 1693 erbaut wurde. Sie ist Ausgangspunkt eines Pilgerweges.

## Persönlichkeiten
- Alois Fenninger (1941–2013), Paläontologe (im Gemeindeteil Ledinek geboren)
- Igor Štuhec (1932–2024), Komponist